# Alphonse Ier (roi de Portugal)
Pour les articles homonymes, voir Alphonse Ier.
Alphonse Ier, aussi connu en portugais sous le nom d'Afonso Henriques (Alphonse fils de Henri), surnommé le «Conquérant», le «Fondateur» ou le «Grand»,, né le 25 juillet 1109  à Viseu, mort le 6 décembre 1185 à Coimbra, est comte de 1112 à 1139 puis premier roi de Portugal de 1139 à sa mort. Il conquiert de haute lutte l'indépendance de son pays contre le royaume de León ,,,.

## Biographie

### Comte de Portugal

#### Jeunesse et prise du pouvoir
Alphonse Henriques est le fils d'Henri de Bourgogne et de Thérèse de León. Ses parents règnent conjointement avec le titre de comte et comtesse du Portugal jusqu'à la mort d'Henri le 1er novembre 1112, lors du siège d'Astorga . Par conséquent, Alphonse Henriques succède très jeune à son père et sa mère gouverne le comté.
La comtesse Thérèse et la reine Urraque Ire règnent seules après la mort de leurs maris pour défendre leurs jeunes enfants mais aussi pour leur propre compte. Thérèse se proclame reine (un titre reconnu par le pape Pascal II en 1116) mais elle est capturée puis contrainte de réaffirmer sa vassalité envers sa demi-sœur, Urraque Ire de León.

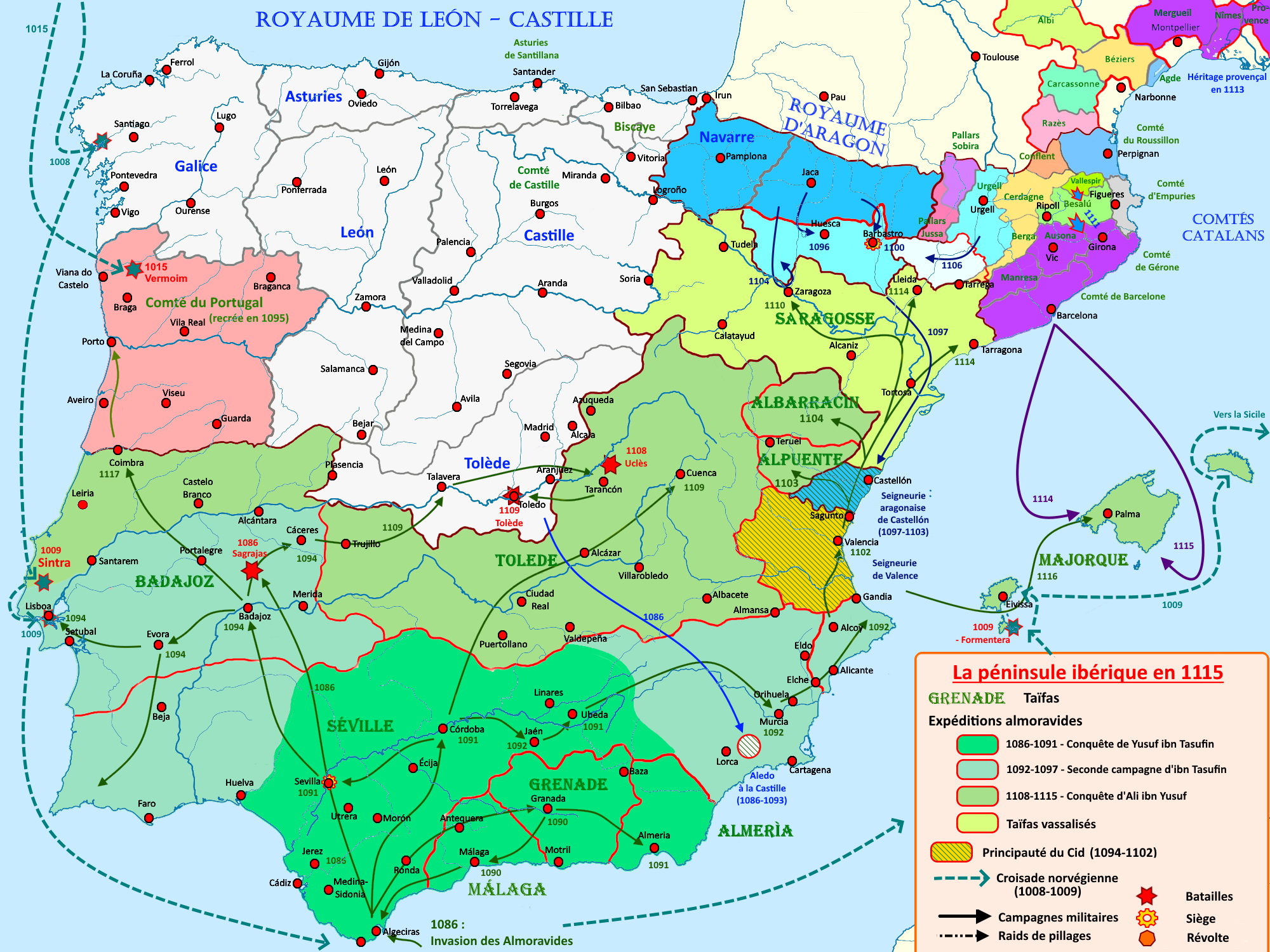
Péninsule Ibérique vers 1115 avec le Comté du Portugal en rouge pâle.

Elevé à Guimarães, Alphonse Henriques est armé chevalier en 1122. Il a alors 13 ans et s'oppose politiquement, sous l'influence de l'archevêque de Braga, à sa mère qui appui le parti des Traba, une famille de la noblesse de Galice dont un des membres est l'amant de Thérèse de León.
En 1128, les troupes menées par la comtesse Thérèse de León affrontent celles de son fils qui l'emporte à la bataille de São Mamede. Alphonse Henriques consacre ainsi son autorité sur le territoire portugais en prenant le gouvernement et en devenant, de facto, le seul dirigeant du comté de Portugal. Il ne reconnaît pas la suzeraineté de son cousin Alphonse VII de León  et entreprend les conquêtes de Tui, Ourense ainsi que d'autres villes galiciennes, auparavant gouvernées par ses parents avant d'être confisquées par le roi de León .

#### Guerre Luso-léonaise en Galice
En 1130, Alphonse Henriques décide de profiter du conflit entre le Royaume de León et le Royaume de Navarre pour lancer une attaque contre la Galice  où de nombreux nobles le rejoignent . Cette même année, la mort de Thérèse de Léon élimine toute opposition au Portugal et une trêve est conclue avec les Léonais .
En 1132, les Portugais envahissent la région au nord du fleuve Lima  mais ils sont repoussés ,. En 1133, Alphonse Henriques traverse le Minho et prend le contrôle de la région de Limia  où il place une garnison  mais les Léonais la récupèrent .  
En 1135, Alphonse VII de Léon, prend le titre d'Imperator totius Hispaniae (Empereur de toute l'Espagne) ,. Il reçoit les hommages du roi d'Aragon , du roi de Pampelune  et du Comte de Barcelone . Alphonse Henriques rejette son autorité  et fonde le château de Leiria afin de protéger le sud du Portugal contre les attaques musulmanes . Il lance un projet de recrutement, de donation de terres, d'octroi de chartes pour les villes, de restauration d'églises ainsi que de monastères et d'administration de la justice . 
En 1137, le nouveau roi de Navarre refuse de prêter allégeance au roi de León et la guerre éclate entre les deux . Alphonse Henriques en profite pour faire alliance avec la Navarre et envahit la Galice  qui est presque entièrement occupée grâce au ralliement de nombreux nobles galiciens, sauf le seigneur d'Allariz qui défend son château . Cependant, les Almoravides menacent d'attaquer Leiria au sud du Portugal , et les Leónais en profite pour reconquérir les villes galiciennes de Tui, Toroño ainsi que Límia ,,. Alphonse VII de Léon prépare une expédition militaire contre le Comté de Portugal  ce qui pousse Alphonse Henriques à demander la paix . Le roi de León accepte et signe avec lui le Traité de Tui . 
En 1139, Alphonse Henriques ignore les termes du traité  et envahit la Galice en attaquant Tui ainsi que Toroño. Alphonse VII de Léon lance une offensive au Portugal et son armée atteint le château de Penha da Rainha. Finalement, l'affrontement est indécis, des prisonniers sont échangés et la paix revient .

### Roi de Portugal

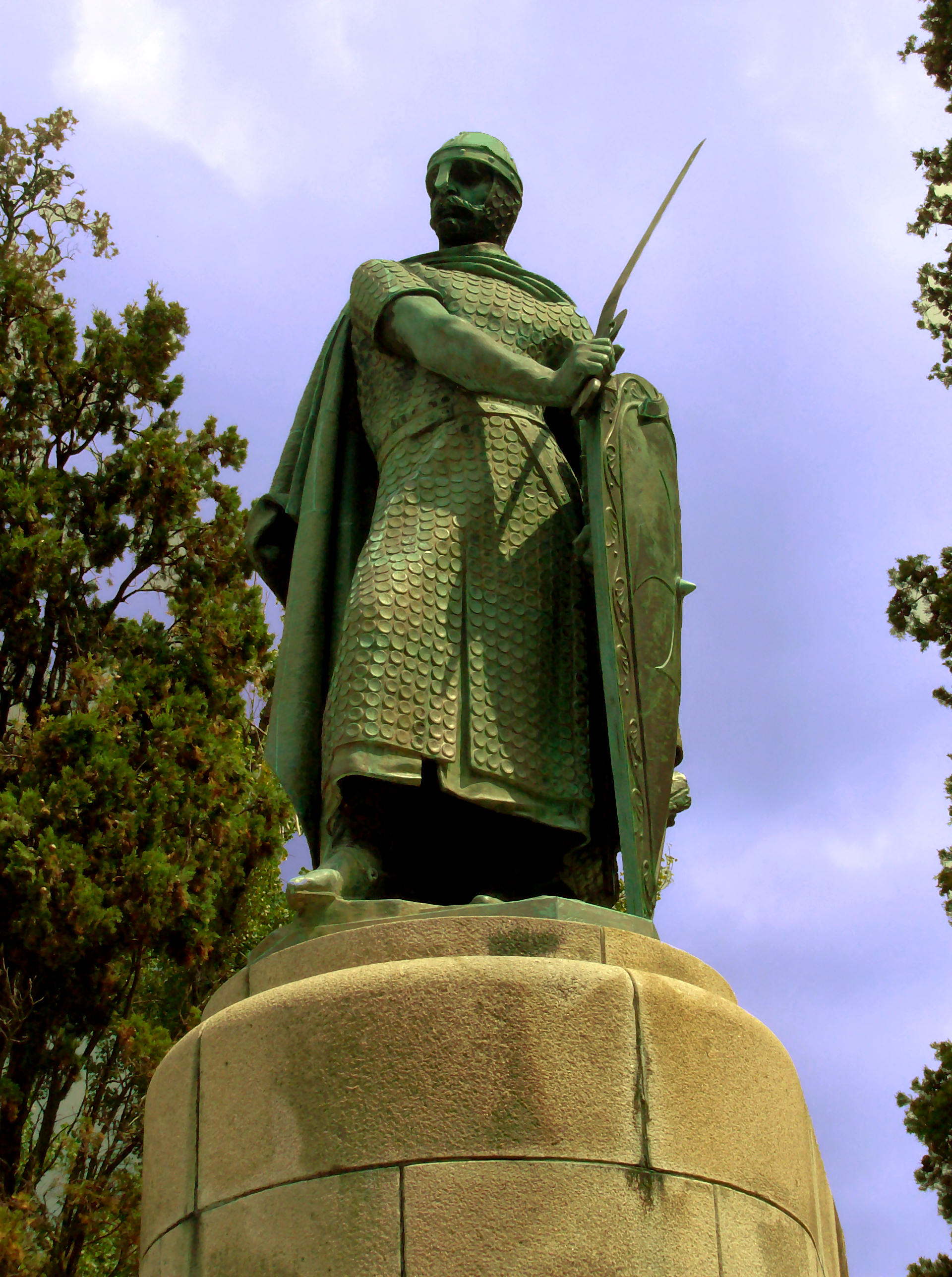
Statue du roi Alphonse Ier Henriques à Guimarães.

#### Indépendance du Portugal etReconquista
Le comte concentre alors ses efforts pour obtenir du Saint-Siège l'autonomie totale de l'Église de Portugal et la reconnaissance de l'indépendance envers le roi de Léon. En 1139, après une victoire lors de la bataille d'Ourique contre les Almoravides, Alphonse Henriques est acclamé premier roi de Portugal par ses troupes. Les premiers documents où Alphonse Ier s'intitule roi datent de 1140 ,.
L'année suivante, il réaffirme ses prétentions sur la partie méridionale de la Galice lors de la bataille de Cerneja. Cette violation du traité de Tui provoque une réaction vigoureuse d'Alphonse VII de León. Les deux armées se rencontrent à Arcos de Valdevez. Le sort des armes est décidé lors d'un tournoi gagné par les chevaliers portugais.
Selon la tradition, l'indépendance est confirmée plus tard, aux Cortes de Lamego quand le roi reçoit des mains de l'archevêque de Braga la couronne d'or et de pierreries de Portugal comme successeur des rois wisigoths. La reconnaissance de l'indépendance par le souverain castillo-léonais vient en 1143 avec le traité de Zamora. Elle serait due à l'ambition d'Alphonse VII de devenir l'empereur de toute la Péninsule Ibérique et à l'utilité de disposer d'un roi vassal au Portugal ,.
En 1146, Alphonse Ier épouse Mathilde de Savoie et cherche à consolider l'indépendance de son pays ,. Il fait d'importants dons à l'Église et fonde divers couvents.
Il tente de conquérir du terrain au sud sur les Maures et prend Santarém ainsi que Lisbonne en 1147. Les Portugais pénètrent jusqu'en Alentejo avec la prise d'Alcácer do Sal en 1158, et d'Évora en 1165,,,,,,.
Dans les régions dépeuplées reconquises, il installe des colons et invite les ordres religieux militaires comme les Templiers ainsi que les Hospitaliers à s'installer le long des frontières comme défenseurs contre les Maures.

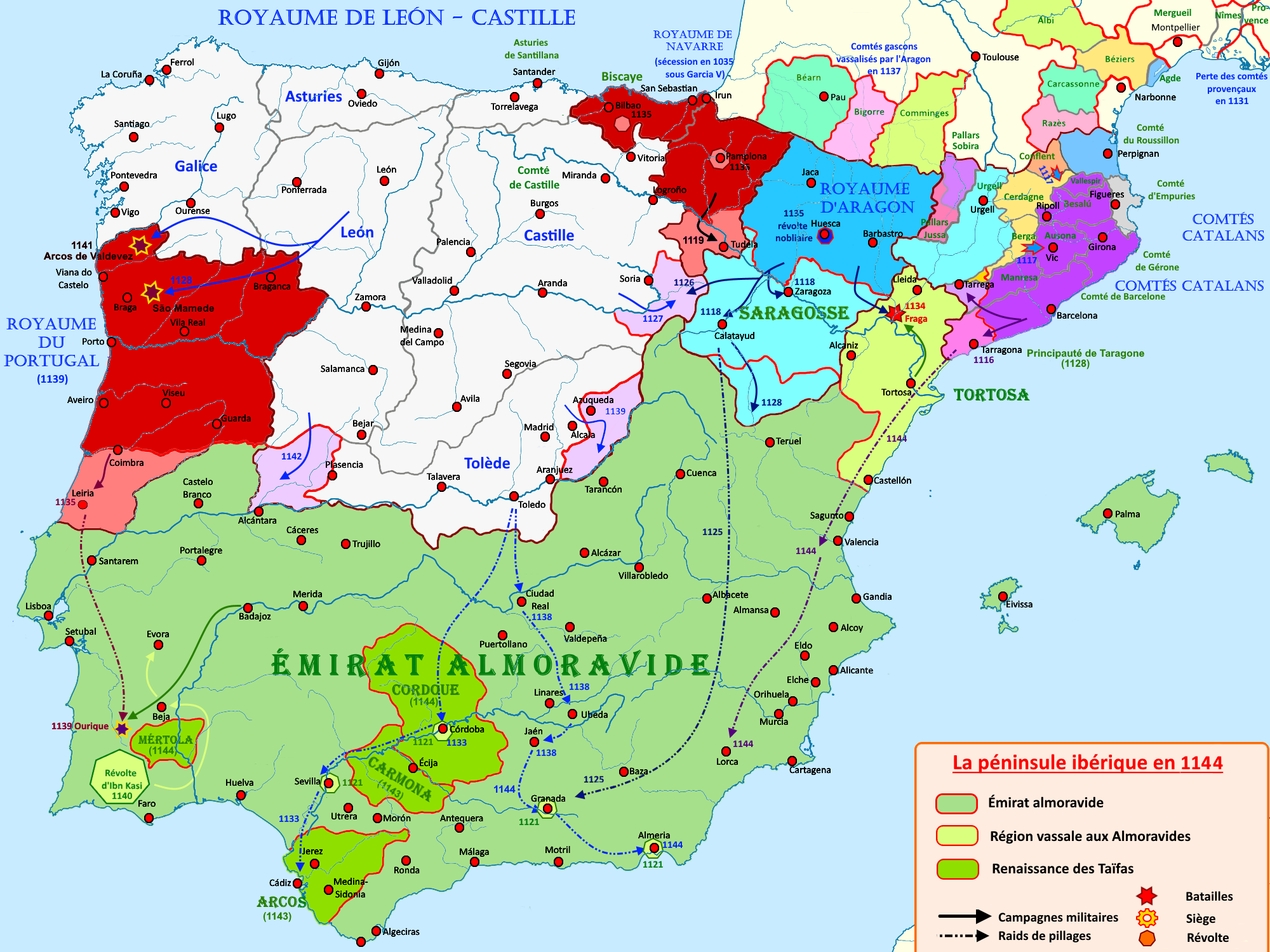
La fondation du royaume du Portugal en 1139.
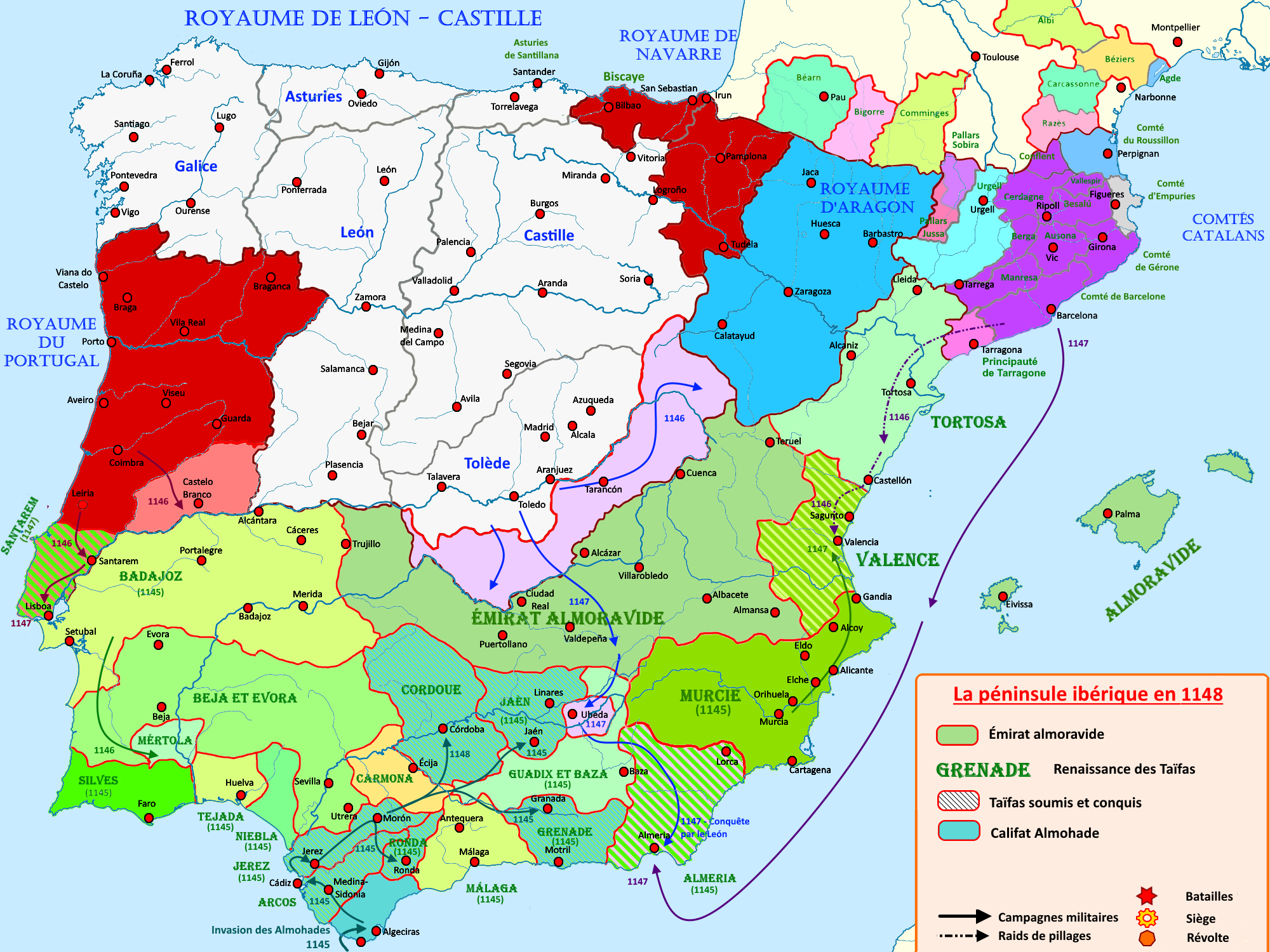
Le royaume du Portugal de 1144 à 1148.

#### Guerres luso-léonaises
Après la mort de l'empereur Alphonse VII en 1157, ses domaines sont partagés entre ses fils Sanche III, roi en Castille, et Ferdinand II, roi au León . Par le Traité de Sahagún, les deux frères conviennent de se partager le Portugal , mais, lorsque Sanche III meurt peu après , Alphonse Ier déclare la guerre au Royaume de León en 1158 ,. 
En échange de la paix, Ferdinand II s'engage à épouser Urraque de Portugal, fille d'Alphonse Ier . De ce mariage naît le futur roi Alphonse IX de León ,. Les territoires frontaliers de Limia et de Turonio sont annexés par le Portugal . Cette paix ne dure pas puisque les hostilités entre le Portugal et le León reprennent en 1167 ,.
Au printemps 1169, Gérald sans Peur, un célèbre conquérant des châteaux maures à la frontière avec les taïfas , assiège la ville de Badajoz ,. Cependant, il n'a pas assez de soldats pour poursuivre l'attaque et demande l'aide d'Alphonse Ier qui est en Galice ,. Le roi de Portugal arrive sur le front de Badajoz avec ses troupes , où les défenseurs Almohades sont finalement secourus par le roi de León . Alors qu’il tente de franchir la porte de la ville avec son cheval, Alphonse Ier se casse la jambe puis est capturé par les Léonais ,,.
En échange de sa libération, le roi portugais doit restituer à Ferdinand II de León tous les territoires conquis en Galice ainsi qu'à l'est du Guadiana et lui payer une grosse somme d'argent  ,,. Gérald sans Peur retourne à Juromenha, tandis que le gouverneur musulman de Badajoz reprend possession de sa ville . Bien qu'ayant passé quelque temps à se rétablir aux thermes de São Pedro do Sul , Alphonse Ier ne peut plus monter à cheval ,.

#### Fin de règne
Des ambassadeurs portugais sont dépêchés à Séville et une trêve est conclue en 1173 avec les Almohades. Une fois la trêve terminée en 1178, le prince Sanche de Portugal lance un raid en territoire musulman,. Les Portugais saccagent les régions almohades de Beja jusqu'à Séville.
En 1179, le pape Alexandre III, par sa bulle Manifestis probatum, reconnaît le Portugal comme pays indépendant et vassal de l'Église à condition de lui payer un tribut.
De 1182 à 1183, une nouvelle campagne portugaise contre les musulmans est lancée avec le pillage d'El Aljarafe, à l'ouest de Séville, où ils font de nombreux prisonniers.
Au printemps 1184, le calife Abu Yaqub Yusuf Ier décide d'attaquer le territoire portugais à Santarém. Informé de l'offensive almohade, Ferdinand II de León envoie des renforts pour soutenir les soldats d'Alphonse Ier . Lors du siège de Santarém, les forces luso-léonaises résistent victorieusement et le calife Abu Yaqub Yusuf Ier y est mortellement blessé par un carreau d'arbalète .

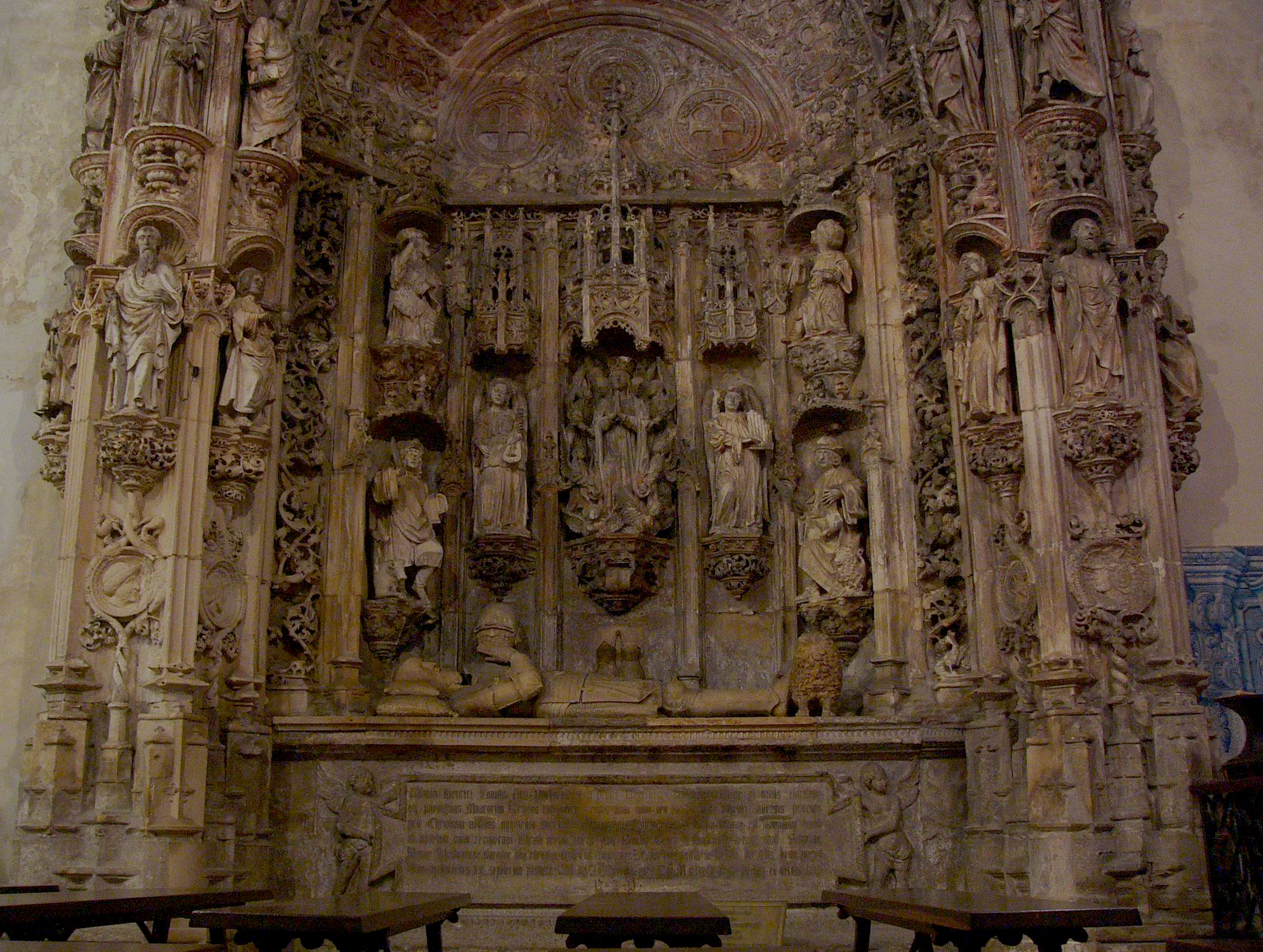
Tombe d'Alphonse Ier au monastère de la Sainte-Croix de Coïmbre.

Le roi Alphonse Ier décède le 6 décembre 1185 à Coimbra puis est enterré au monastère de Sainte-Croix et son fils, Sanche Ier de Portugal, lui succède sur le trône .

## Descendance
De son mariage avec Mathilde de Savoie (1125-1157) naissent ,:
- Henri (né le 5 mars 1147 – † jeune vers 1155) [82],[83], infant de Portugal;
- Urraque de Portugal (1148–1211) [84],[85], épouse Ferdinand II de León ;
- Mathilde de Portugal (1151–1218) [84],[38], épouse Philippe d'Alsace, comte de Flandre [86], et ensuite avec Eudes III, duc de Bourgogne [85]. Comtesse régente de Flandre;
- Mafalda de Portugal (1153 – † après 1162) [84],[83], fiancée à Alphonse II d'Aragon ;
- Sanche Ier (1154–1211) [83],[84], roi de Portugal ;
- Jean (1156 – † 25 août 1164) [87];
- Sancha (1157 – † 14 février 1167) [83],[88].

Le roi a des enfants illégitimes avec Elvira Gálter, :
- Urraca Afonso (1130–décédée après 1216) [91],[92];
- Teresa Afonso (1135–)[93],[94].

Autres enfants illégitimes :
- Alphonse de Portugal (1135–1207), connétable de Portugal, 12e supérieur[95] de l'ordre de Saint-Jean de Jérusalem [96],[97];
- Pedro Afonso, 6e grand-maître de l'ordre d'Aviz (décédé après 1183) [98],[99].

## Titre complet
Roi des Portugais par la grâce de Dieu